# 冨士田元彦
冨士田 元彦（ふじた もとひこ、1937年6月26日 - 2009年12月18日）は、日本の評論家、編集者、実業家。京城府（現・ソウル特別市）生まれ、山形県出身。

## 来歴
山形県立山形東高等学校を経て、早稲田大学文学部史学科卒業。角川書店の「短歌」編集長として60年代の前衛短歌運動の一端を担う。1972年、個人誌「雁－映像＋定型詩」を創刊。14号まで編集・発行を続ける。小紋潤と設立した書肆「雁書館」代表。短歌及び日本映画の評論を精力的に行った。著書に「冨士田元彦短歌論集」など。2009年、敗血症のため逝去。

## 著書
- 『さらば長脇差―時代映画論』東京書房社 1971年1月
- 『冨士田元彦短歌論集―無声短歌史』国文社 1980年1月
- 『現代短歌―状況への発言』五柳書院 1986年3月
- 『日本映画史の創出』五柳書院 1990年4月
- 『日本映画史の展開―小津作品を中心に』本阿弥書店 2006年2月